# Sick Puppies
Die Sick Puppies sind eine australische Rockband, gegründet 1997. Nach dem Ausscheiden des Leadsängers Shimon Moore im Oktober 2014 besteht die Band nun aus dem Sänger Bryan Scott, der Bassistin Emma Anzai und dem Schlagzeuger Mark Goodwin.

## Geschichte
Sänger Moore und Bassistin Anzai lernten sich im Musikraum ihrer Highschool in Mosman, einem Vorort von Sydney, kennen, da sie ihn beide zur selben Zeit für Bandproben vorgemerkt hatten. Sie freundeten sich schnell an und spielten zusammen Coverversionen von u. a. Green Day, Silverchair und Rage Against the Machine, zuerst mit Moore am Schlagzeug und Anzai als Gitarristin. Die instrumentale Besetzung änderte sich mit Chris Mileski, einem Schlagzeuger. Moore wechselte hierauf zur Gitarre und Gesang und Anzai zum E-Bass. Schnell fingen sie an, eigene Lieder zu spielen und gaben sich den aktuellen Bandnamen.
Mit ihrem Debüt-Album Welcome to the Real World gewannen sie die Triple J Unearthed band competition, woraus ein Management-Vertrag mit Paul Stepanek Management entstand. Kurz darauf zog die Band ohne Schlagzeuger Mileski nach Los Angeles, der Australien zu diesem Zeitpunkt nicht verlassen konnte. Aufgrund einer Anzeige bei Craigslist fanden sie den aktuellen Schlagzeuger und US-Amerikaner Mark Goodwin.
Das Folgealbum Dressed Up as Life wurde das erste Mal auf einem Major-Label herausgebracht. Mit der Free Hugs Campaign wurde es mit der Single-Auskopplung All the Same zu einem großen Erfolg in den USA.
Im Dezember 2008 zog sich die Band ins Studio zurück und schrieb ihr mittlerweile drittes Studioalbum Tri-Polar, welches am 14. Juli 2009 veröffentlicht wurde. In Großbritannien kam das Album untypisch für australische bzw. US-amerikanische Newcomer erst fast zwei Jahre später, am vierten April 2011, heraus.
Es folgten einige Konzerte, unter anderem auch beim Hurricane Festival 2011.

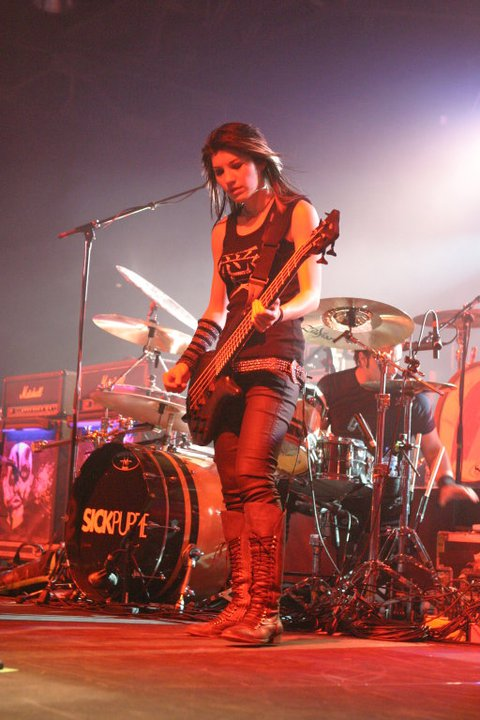
Bassistin Emma Anzai

Am 16. Juli 2013 erschien ihr viertes Studioalbum. Es trägt den Namen Connect und stieg auf Platz 17 der US-Charts ein.
Am 20. Oktober 2014 gab die Band über ihre Facebook-Seite den Ausstieg von Frontmann Shimon Moore bekannt. Dieser behauptete jedoch eine Woche später, die Band nie verlassen zu haben und durch das Statement erfahren zu haben, nicht mehr in der Band zu sein.

## Diskografie

### Alben
- 2001: Welcome to the Real World
- 2007: Dressed Up as Life
- 2009: Tri-Polar
- 2013: Connect
- 2016: Fury

### EPs und Livealben
- 1999: Dog’s Breakfast
- 2003: Fly
- 2006: Headphone Injuries
- 2006: Sick Puppies EP
- 2010: Live and Unplugged
- 2011: Polar Opposite
- 2011: Live at the House of Blues Cleveland

### Singles
- 2001: Nothing Really Matters
- 2001: Every Day
- 2001: Rock Kids
- 2003: Fly
- 2006: All the Same (US: Gold)
- 2007: My World
- 2008: What Are You Looking For
- 2008: Pitiful
- 2009: You’re Going Down (US: Platin)
- 2009: Odd One
- 2010: Maybe
- 2011: Riptide (US: Gold)
- 2013: There’s No Going Back
- 2015: Stick to Your Guns
- 2016: Where Do I Begin
- 2017: Black & Blue